# Манастирсько
Манасти́рсько (болг. Манастирско) — село в Разградській області Болгарії. Входить до складу общини Лозниця.

## Населення
За даними перепису населення 2011 року у селі проживала 171 особа, усі — турки.
Розподіл населення за віком у 2011 році:
Динаміка населення: